# Formel-1-Weltmeisterschaft 1991

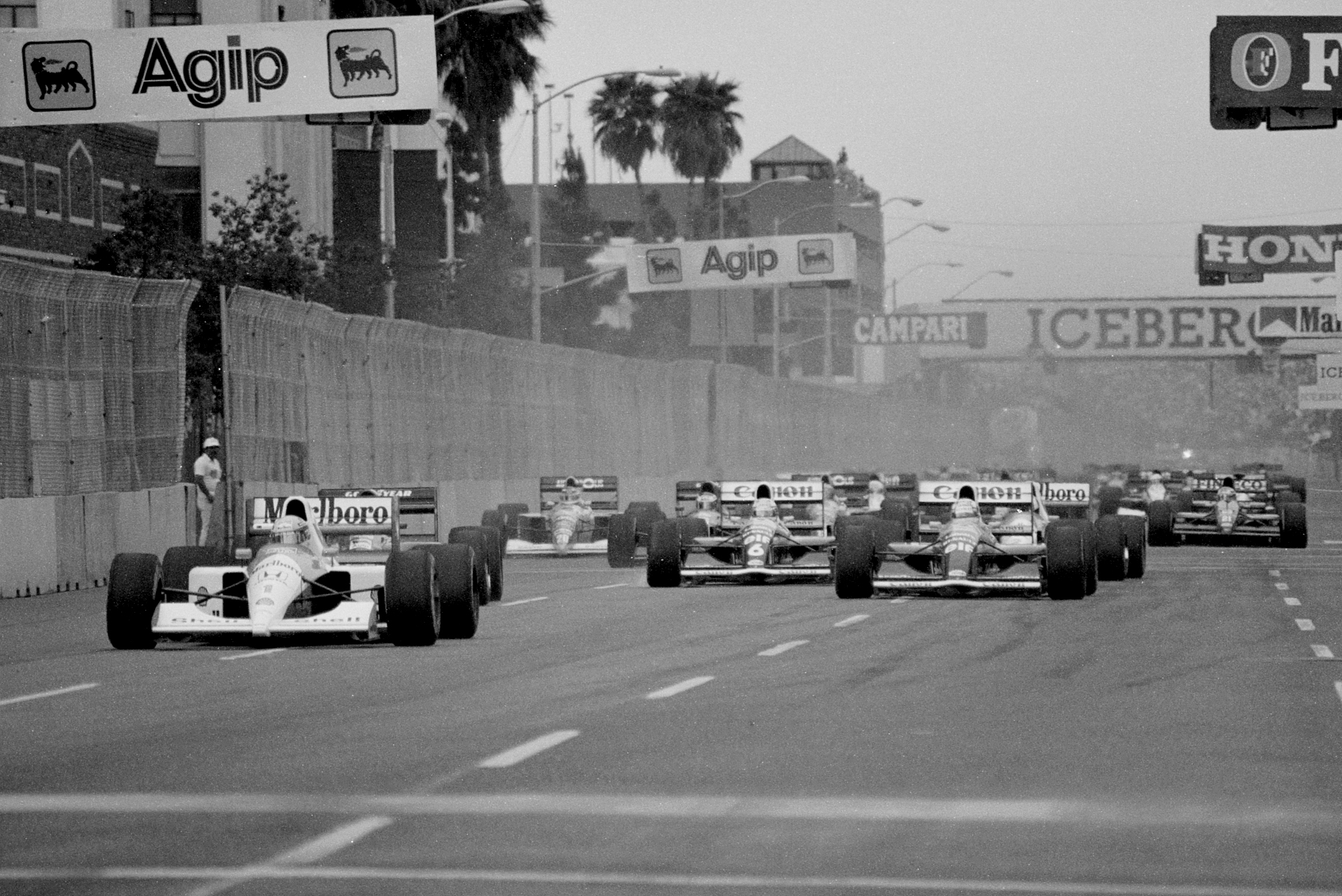
Startszene des US-GP 1991

Die Formel-1-Weltmeisterschaft 1991 war die 42. Saison der Formel-1-Weltmeisterschaft. Sie wurde über 16 Rennen in der Zeit vom 10. März 1991 bis zum 3. November 1991 ausgetragen. Ayrton Senna verteidigte seinen WM-Titel aus dem Vorjahr und gewann zum dritten Mal die Fahrerweltmeisterschaft. Er führte ab dem ersten Rennen in der Fahrerwertung und gab diese Führung bis zum Saisonende nicht mehr ab. McLaren wurde zum siebten Mal Konstrukteursweltmeister. Am 25. August feierte Michael Schumacher sein Debüt in Belgien.

## Änderungen 1991

### Reglement
Die wichtigste Reglementänderung des Jahres 1991 betraf die Wertung: Nunmehr wurden für den Rennsieg 10 statt 9 Punkte vergeben. Die sich damit ergebende Staffelung von 10-6-4-3-2-1 Punkten für die ersten sechs Plätze wurde bis 2002 unverändert beibehalten. Zudem entfiel in der Wertung für die Fahrerweltmeisterschaft die Regelung für Streichresultate: Es zählten fortan alle im Laufe einer Saison erzielten Ergebnisse.
Verglichen hiermit hielten sich die Änderungen im technischen Reglement in Grenzen: Im Wesentlichen wurden dabei die Abmessungen der Fahrzeuge beschränkt. Die maximale Breite des Frontflügels wurde von 150 auf 140 cm reduziert, ebenso der Überstand des Fahrzeughecks über die Hinterachse von 60 auf 54 cm. Weiterhin wurde die Abnahme von Crashtests durch die FIA auf Sicherheitsgurte, Benzintank und Überrollbügel ausgeweitet.

### Rennstrecken
Wie im Vorjahr wurden 16 Weltmeisterschaftsläufe abgehalten. Die Länder der Großen Preise und ihre Abfolge untereinander blieben dabei ebenfalls unverändert. Allerdings wechselten zwei der Rennen auf neue Strecken: Der Große Preis von Frankreich fand erstmals auf dem renovierten Circuit de Nevers Magny-Cours statt, nachdem sich zuvor seit 1973 Le Castellet und Dijon-Prenois als Austragungsorte abgewechselt hatten. Der Große Preis von Spanien wiederum wechselte vom Circuito de Jerez auf den neuen Circuit de Catalunya bei Barcelona, jedoch kehrte in den Folgejahren Jerez gelegentlich als Austragungsort des Großen Preises von Europa zurück.
Daneben erfolgen nur kleine Änderungen an den bestehenden Streckenverläufen. Auf dem Phoenix Street Circuit, dem Austragungsort des Großen Preises der USA, wurde eine abweichende Streckenführung verwendet. Der Silverstone Circuit, auf dem der Große Preis von Großbritannien stattfand, wurde um die neue Infield-Passage Luffield erweitert, zudem wurde die Streckenführung im Abschnitt Becketts überarbeitet. Auf anderen Strecken erfolgten lediglich Anpassungen von Start- und Ziellinien, sodass sich im Vergleich zur Vorsaison nur leichte Abweichungen zu den gefahrenen Renndistanzen ergaben.

### Teams
Life und EuroBrun traten 1991 nicht erneut an; Onyx hatte bereits während der Saison 1990 aufgegeben. Osella wurde Ende 1990 verkauft und trat nun unter dem Namen Fondmetal an. Komplett neu im Starterfeld waren Jordan und Modena Team.

### Motoren
Viele etablierte Teams aus dem Mittelfeld und weniger erfolgreiche Konstrukteure wechselten ihre Motorenpartner. Tyrrell wechselte von Ford- zu Honda-Motoren, wobei die im Vorjahr beim Fahrer- und Konstrukteursweltmeister McLaren gelaufenen Zehnzylindermotoren von Mugen aufbereitet wurden. Für McLaren selber hatte Honda neue Zwölfzylindermotoren entwickelt. Brabham, zuvor ein Kunde von Judd, trat mit exklusiven Motoren von Yamaha an. Yamaha hatte zuvor 1989 das Zakspeed-Team mit eigenen V8-Motoren ausgestattet, war dabei aber erfolglos gewesen und kehrte nun mit einem neu entwickelten Zwölfzylindermotor in die Formel 1 zurück.
Footwork, zuvor ein weiterer Ford-Kunde, setzte auf eine exklusive Partnerschaft mit Porsche, die ebenfalls einen neuen Zwölfzylinder entwickelt hatten. Lotus und Larrousse verloren ihre Lamborghini-Motoren an Équipe Ligier sowie das Modena Team und griffen ihrerseits wiederum auf Judd- und Ford-Motoren zurück. Bei Leyton House debütierte ein ebenfalls exklusiv eingesetzter Zehnzylindermotor von Ilmor. Minardi erhielt erstmals Ferrari-Kundenmotoren. 
Im Gegensatz hierzu behielten die Spitzenteams McLaren, Williams und Benetton ihre Motorenpartner bei. Auch AGS, Osella/Fondmetal (beide Ford) und BMS Scuderia Italia (Judd) blieben bei ihren Motorenherstellern. Bei BMS Scuderia Italia setzte Judd dabei den neuen Zehnzylindermotor vom Typ CV ein, wohingegen Lotus den noch von 1989 datierenden Achtzylinder vom Typ EV erhielt. Neuling Jordan wiederum überraschte dadurch, dass es als erstes Kundenteam den zuvor zwei Jahre lang exklusiv Benetton vorbehaltenen Cosworth-HB-Motor einsetzen konnte.
Nachdem sich der Porsche-Motor als nicht konkurrenzfähig herausgestellt hatte, wechselte Footwork in der laufenden Saison zurück zu Ford-Motoren.

### Reifen
Reifenhersteller blieben unverändert Goodyear und Pirelli. Allerdings wechselten Minardi sowie Fondmetal als Osella-Nachfolger zu Goodyear, und die neuen Teams Jordan und Modena Team setzten ebenfalls auf Goodyear-Reifen. Umgekehrt wechselte lediglich Benetton von Goodyear zu Pirelli.

### Fahrer
McLaren behielt seine erfolgreiche Fahrerpaarung aus Weltmeister Ayrton Senna und Gerhard Berger bei. Ebenso setzte Benetton mit den Brasilianern Nelson Piquet und Roberto Moreno anfangs dieselben Fahrer ein, die die Saison 1990 dort beendet hatten. Die Konkurrenzteams dagegen formierten sich um: Nigel Mansell wechselte von Ferrari zu Williams und verdrängte dabei Thierry Boutsen, den bisherigen Teampartner von Riccardo Patrese, zu Ligier, wo er in Érik Comas auf einen F1-Debütanten traf. Ferrari nahm den jungen Franzosen Jean Alesi von Tyrrell unter Vertrag und stellte ihm dem Vizeweltmeister Alain Prost zur Seite.
Bei Tyrrell wurde Alesi durch den von Brabham kommenden Stefano Modena ersetzt, der Japaner Satoru Nakajima blieb auf Wunsch von Honda im Team. AGS setzte weiterhin auf Gabriele Tarquini, neben ihm startete in den ersten beiden Rennen Stefan Johansson, der in der Vorsaison anfangs für Onyx gefahren war, danach aber durch Gregor Foitek ersetzt worden war. BMS Scuderia Italia behielt aus der Vorsaison Emanuele Pirro bei, Andrea de Cesaris wechselte dagegen zu Jordan. Für ihn trat der finnische Debütant JJ Lehto an.
Eine komplett neue Fahrerpaarungen stellte Brabham auf, für das die beiden Briten Martin Brundle und Mark Blundell, ein Neuling, antraten. Auch Lotus musste sich neu formieren und brachte den Debütanten Mika Häkkinen sowie den Rückkehrer Julian Bailey an den Start. Debütant Jordan setzte dagegen mit de Cesaris und Bertrand Gachot erfahrene Fahrer ein. Letzterer wurde im Cockpit des einzigen Coloni vom portugiesischen Debütanten Pedro Chaves ersetzt.
Leyton House setzte weiterhin auf Ivan Capelli und Maurício Gugelmin. Ebenso verblieben bei Footwork Michele Alboreto und Alex Caffi. Larrousse blieb mit Aguri Suzuki und Éric Bernard ebenfalls unverändert, und auch Minardi behielt mit Pierluigi Martini und Gianni Morbidelli die Fahrerpaarung bei, die auch die Saison 1990 beendet hatte. Olivier Grouillard machte den Eigentümerwechsel seines Teams mit und ging nach der Vorsaison für Osella nun für Fondmetal an den Start.
Zahlreiche weitere Fahrerwechsel erfolgten während der Saison. Lediglich McLaren, Williams, Brabham, Tyrrell, Scuderia Italia, Ligier und Modena Team waren hiervon nicht betroffen und setzten in allen 16 Saisonläufen dieselben Fahrer ein. Einige Wechsel hatten allerdings nachhaltige Folgen: Johnny Herbert, der nach nur vier Rennen Bailey bei Lotus ersetzte, blieb bis 1994 bei diesem Team. Die Entlassung von Alain Prost vor dem letzten Saisonrennen infolge von kritischen Worten gegenüber dem Ferrari-Team bewirkte, dass Prost auch das ganze Jahr 1992 aussetzte und erst 1993 wieder in der Formel 1 antrat. Und schließlich überraschte Michael Schumacher, als er aufgrund einer Haftstrafe für Bertrand Gachot dessen Jordan-Cockpit übernahm, bei seinem F1-Debüt dermaßen, dass er nach nur einem Rennen fest von Benetton verpflichtet wurde.

## Teams und Fahrer
| Foto               | Team                                 | Chassis                      | Motor                                      | Reifen | Nr.               | Stammfahrer        | Rennen              | Test-/ Ersatzfahrer                                                        |
| ------------------ | ------------------------------------ | ---------------------------- | ------------------------------------------ | ------ | ----------------- | ------------------ | ------------------- | -------------------------------------------------------------------------- |
| McLaren MP4/6      | Honda Marlboro McLaren               | McLaren MP4/6                | Honda 3.5 V12                              | G      | 1                 | Ayrton Senna       | 1–16                | Mark Blundell Stefan Johansson Allan McNish Jonathan Palmer Emanuele Pirro |
| McLaren MP4/6      | Honda Marlboro McLaren               | McLaren MP4/6                | Honda 3.5 V12                              | G      | 2                 | Gerhard Berger     | 1–16                | Mark Blundell Stefan Johansson Allan McNish Jonathan Palmer Emanuele Pirro |
| Tyrrell 020        | Braun Tyrrell Honda                  | Tyrrell 020                  | Honda 3.5 V10                              | P      | 3                 | Satoru Nakajima    | 1–16                | Johnny Herbert Volker Weidler                                              |
| Tyrrell 020        | Braun Tyrrell Honda                  | Tyrrell 020                  | Honda 3.5 V10                              | P      | 4                 | Stefano Modena     | 1–16                | Johnny Herbert Volker Weidler                                              |
| Williams FW14      | Canon Williams Team                  | Williams FW14                | Renault 3.5 V10                            | G      | 5                 | Nigel Mansell      | 1–16                | Mark Blundell Damon Hill                                                   |
| Williams FW14      | Canon Williams Team                  | Williams FW14                | Renault 3.5 V10                            | G      | 6                 | Riccardo Patrese   | 1–16                | Mark Blundell Damon Hill                                                   |
|                    | Motor Racing Developments Ltd.       | Brabham BT59Y Brabham BT60Y  | Yamaha OX99 3.5 V12                        | P      | 7                 | Martin Brundle     | 1–16                | n/a                                                                        |
| 8                  | Motor Racing Developments Ltd.       | Brabham BT59Y Brabham BT60Y  | Yamaha OX99 3.5 V12                        | P      | Mark Blundell     | 1–16               |                     | n/a                                                                        |
| Footwork FA11C     | Footwork Grand Prix International    | Footwork FA11C Footwork FA12 | Porsche 3.5 V12 1 Ford Cosworth DFR 3.5 V8 | G      | 9                 | Michele Alboreto   | 1–16                | Perry McCarthy                                                             |
| Footwork FA11C     | Footwork Grand Prix International    | Footwork FA11C Footwork FA12 | Porsche 3.5 V12 1 Ford Cosworth DFR 3.5 V8 | G      | 10                | Alex Caffi         | 1–4, 9–16           | Perry McCarthy                                                             |
| Footwork FA11C     | Footwork Grand Prix International    | Footwork FA11C Footwork FA12 | Porsche 3.5 V12 1 Ford Cosworth DFR 3.5 V8 | G      | 10                | Stefan Johansson   | 5–8                 | Perry McCarthy                                                             |
| Lotus 102B         | Team Lotus                           | Lotus 102B                   | Judd 3.5 V8                                | G      | 11                | Mika Häkkinen      | 1–16                | Johnny Herbert                                                             |
| Lotus 102B         | Team Lotus                           | Lotus 102B                   | Judd 3.5 V8                                | G      | 12                | Julian Bailey      | 1–4                 | Johnny Herbert                                                             |
| Lotus 102B         | Team Lotus                           | Lotus 102B                   | Judd 3.5 V8                                | G      | 12                | Johnny Herbert     | 5–8, 11, 13, 15, 16 | Johnny Herbert                                                             |
| Lotus 102B         | Team Lotus                           | Lotus 102B                   | Judd 3.5 V8                                | G      | 12                | Michael Bartels    | 9, 10, 12, 14       | Johnny Herbert                                                             |
|                    | Fondmetal F1 SpA                     | Fondmetal FA1ME Fomet 1      | Ford Cosworth DFR 3.5 V8                   | G      | 14                | Olivier Grouillard | 1–13                | Marco Greco                                                                |
| Gabriele Tarquini  | Fondmetal F1 SpA                     | Fondmetal FA1ME Fomet 1      | Ford Cosworth DFR 3.5 V8                   | G      | 14                | 14–16              |                     | Marco Greco                                                                |
| Leyton House CG911 | Leyton House Racing                  | Leyton House CG911           | Ilmor 3.5 V10                              | G      | 15                | Maurício Gugelmin  | 1–16                | n/a                                                                        |
| Leyton House CG911 | Leyton House Racing                  | Leyton House CG911           | Ilmor 3.5 V10                              | G      | 16                | Ivan Capelli       | 1–14                | n/a                                                                        |
| Leyton House CG911 | Leyton House Racing                  | Leyton House CG911           | Ilmor 3.5 V10                              | G      | 16                | Karl Wendlinger    | 15, 16              | n/a                                                                        |
|                    | Automobiles Gonfaronnaises Sportives | AGS JH25B AGS JH27           | Ford Cosworth DFR 3.5 V8                   | G      | 17                | Gabriele Tarquini  | 1–13                | n/a                                                                        |
| Olivier Grouillard | Automobiles Gonfaronnaises Sportives | AGS JH25B AGS JH27           | Ford Cosworth DFR 3.5 V8                   | G      | 17                | 14                 |                     | n/a                                                                        |
| 18                 | Automobiles Gonfaronnaises Sportives | AGS JH25B AGS JH27           | Ford Cosworth DFR 3.5 V8                   | G      | Stefan Johansson  | 1, 2               |                     | n/a                                                                        |
| 18                 | Automobiles Gonfaronnaises Sportives | AGS JH25B AGS JH27           | Ford Cosworth DFR 3.5 V8                   | G      | Fabrizio Barbazza | 3–14               |                     | n/a                                                                        |
| Benetton B191      | Camel Benetton Ford                  | Benetton B190B Benetton B191 | Ford HB IV 3.5 V8                          | P      | 19                | Roberto Moreno     | 1–11                | n/a                                                                        |
| Benetton B191      | Camel Benetton Ford                  | Benetton B190B Benetton B191 | Ford HB IV 3.5 V8                          | P      | 19                | Michael Schumacher | 12–16               | n/a                                                                        |
| Benetton B191      | Camel Benetton Ford                  | Benetton B190B Benetton B191 | Ford HB IV 3.5 V8                          | P      | 20                | Nelson Piquet      | 1–16                | n/a                                                                        |
| Dallara 191        | Scuderia Italia SpA                  | Dallara 191                  | Judd 3.5 V10                               | P      | 21                | Emanuele Pirro     | 1–16                | n/a                                                                        |
| Dallara 191        | Scuderia Italia SpA                  | Dallara 191                  | Judd 3.5 V10                               | P      | 22                | JJ Lehto           | 1–16                | n/a                                                                        |
|                    | Minardi Team                         | Minardi M191                 | Ferrari 3.5 V12                            | G      | 23                | Pierluigi Martini  | 1–16                | Marco Apicella                                                             |
| 24                 | Minardi Team                         | Minardi M191                 | Ferrari 3.5 V12                            | G      | Gianni Morbidelli | 1–15               |                     | Marco Apicella                                                             |
| 24                 | Minardi Team                         | Minardi M191                 | Ferrari 3.5 V12                            | G      | Roberto Moreno    | 16                 |                     | Marco Apicella                                                             |
| Ligier JS35        | Ligier Gitanes                       | Ligier JS35                  | Lamborghini 3.5 V12                        | G      | 25                | Thierry Boutsen    | 1–16                | Emmanuel Collard                                                           |
| Ligier JS35        | Ligier Gitanes                       | Ligier JS35                  | Lamborghini 3.5 V12                        | G      | 26                | Érik Comas         | 1–16                | Emmanuel Collard                                                           |
| Ferrari 642        | Scuderia Ferrari SpA                 | Ferrari 642 Ferrari 643      | Ferrari 3.5 V12                            | G      | 27                | Alain Prost        | 1–15                | Dario Benuzzi Andrea Montermini Gianni Morbidelli                          |
| Ferrari 642        | Scuderia Ferrari SpA                 | Ferrari 642 Ferrari 643      | Ferrari 3.5 V12                            | G      | 27                | Gianni Morbidelli  | 16                  | Dario Benuzzi Andrea Montermini Gianni Morbidelli                          |
| Ferrari 642        | Scuderia Ferrari SpA                 | Ferrari 642 Ferrari 643      | Ferrari 3.5 V12                            | G      | 28                | Jean Alesi         | 1–16                | Dario Benuzzi Andrea Montermini Gianni Morbidelli                          |
|                    | Larrousse F1                         | Lola LC91                    | Ford Cosworth DFR 3.5 V8                   | G      | 29                | Éric Bernard       | 1–15                | n/a                                                                        |
| Bertrand Gachot    | Larrousse F1                         | Lola LC91                    | Ford Cosworth DFR 3.5 V8                   | G      | 29                | 16                 |                     | n/a                                                                        |
| 30                 | Larrousse F1                         | Lola LC91                    | Ford Cosworth DFR 3.5 V8                   | G      | Aguri Suzuki      | 1–16               |                     | n/a                                                                        |
| Coloni C4          | Coloni Racing Srl                    | Coloni C4                    | Ford Cosworth DFR 3.5 V8                   | G      | 31                | Pedro Chaves       | 1–13                | Paolo Coloni Antonio Tamburini                                             |
| Coloni C4          | Coloni Racing Srl                    | Coloni C4                    | Ford Cosworth DFR 3.5 V8                   | G      | 31                | Naoki Hattori      | 15, 16              | Paolo Coloni Antonio Tamburini                                             |
| Jordan 191         | Team 7UP Jordan                      | Jordan 191                   | Ford HB IV/V 3.5 V8                        | G      | 32                | Bertrand Gachot    | 1–10                | Alessandro Zanardi                                                         |
| Jordan 191         | Team 7UP Jordan                      | Jordan 191                   | Ford HB IV/V 3.5 V8                        | G      | 32                | Michael Schumacher | 11                  | Alessandro Zanardi                                                         |
| Jordan 191         | Team 7UP Jordan                      | Jordan 191                   | Ford HB IV/V 3.5 V8                        | G      | 32                | Roberto Moreno     | 12, 13              | Alessandro Zanardi                                                         |
| Jordan 191         | Team 7UP Jordan                      | Jordan 191                   | Ford HB IV/V 3.5 V8                        | G      | 32                | Alessandro Zanardi | 14–16               | Alessandro Zanardi                                                         |
| Jordan 191         | Team 7UP Jordan                      | Jordan 191                   | Ford HB IV/V 3.5 V8                        | G      | 33                | Andrea de Cesaris  | 1–16                | Alessandro Zanardi                                                         |
| Lambo 291          | Modena Team SpA                      | Lambo 291                    | Lamborghini 3.5 V12                        | G      | 34                | Nicola Larini      | 1–16                | Marco Apicella Mauro Baldi                                                 |
| Lambo 291          | Modena Team SpA                      | Lambo 291                    | Lamborghini 3.5 V12                        | G      | 35                | Eric van de Poele  | 1–16                | Marco Apicella Mauro Baldi                                                 |

- 1 Footwork beendete wegen mangelnder Konkurrenzfähigkeit nach sechs Rennen die Kooperation mit Porsche

## Rennkalender
| Nr. | Datum         | Grand Prix (Strecke)         | Distanz (km) | Sieger                              | Zweiter                             | Dritter                             | Pole- Position                      | Schnellste Rennrunde                | Gesamtführender Fahrer       | Gesamtführender Konstrukteur |
| --- | ------------- | ---------------------------- | ------------ | ----------------------------------- | ----------------------------------- | ----------------------------------- | ----------------------------------- | ----------------------------------- | ---------------------------- | ---------------------------- |
| 01  | 10. März      | USA (Phoenix)                | 299,700      | Ayrton Senna (McLaren-Honda)        | Alain Prost (Ferrari)               | Nelson Piquet (Benetton-Ford)       | Ayrton Senna (McLaren-Honda)        | Jean Alesi (Ferrari)                | Ayrton Senna (McLaren-Honda) | McLaren-Honda                |
| 02  | 24. März      | Brasilien (São Paulo)        | 307,075      | Ayrton Senna (McLaren-Honda)        | Riccardo Patrese (Williams-Renault) | Gerhard Berger (McLaren-Honda)      | Ayrton Senna (McLaren-Honda)        | Nigel Mansell (Williams-Renault)    | Ayrton Senna (McLaren-Honda) | McLaren-Honda                |
| 03  | 28. April     | San Marino (Imola)           | 307,440      | Ayrton Senna (McLaren-Honda)        | Gerhard Berger (McLaren-Honda)      | JJ Lehto (Dallara-Judd)             | Ayrton Senna (McLaren-Honda)        | Gerhard Berger (McLaren-Honda)      | Ayrton Senna (McLaren-Honda) | McLaren-Honda                |
| 04  | 12. Mai       | Monaco (Monte Carlo)         | 259,584      | Ayrton Senna (McLaren-Honda)        | Nigel Mansell (Williams-Renault)    | Jean Alesi (Ferrari)                | Ayrton Senna (McLaren-Honda)        | Alain Prost (Ferrari)               | Ayrton Senna (McLaren-Honda) | McLaren-Honda                |
| 05  | 2. Juni       | Kanada (Montréal)            | 305,670      | Nelson Piquet (Benetton-Ford)       | Stefano Modena (Tyrrell-Honda)      | Riccardo Patrese (Williams-Renault) | Riccardo Patrese (Williams-Renault) | Nigel Mansell (Williams-Renault)    | Ayrton Senna (McLaren-Honda) | McLaren-Honda                |
| 06  | 16. Juni      | Mexiko (Mexiko-Stadt)        | 296,207      | Riccardo Patrese (Williams-Renault) | Nigel Mansell (Williams-Renault)    | Ayrton Senna (McLaren-Honda)        | Riccardo Patrese (Williams-Renault) | Nigel Mansell (Williams-Renault)    | Ayrton Senna (McLaren-Honda) | McLaren-Honda                |
| 07  | 7. Juli       | Frankreich (Magny-Cours)     | 307,512      | Nigel Mansell (Williams-Renault)    | Alain Prost (Ferrari)               | Ayrton Senna (McLaren-Honda)        | Riccardo Patrese (Williams-Renault) | Nigel Mansell (Williams-Renault)    | Ayrton Senna (McLaren-Honda) | McLaren-Honda                |
| 08  | 14. Juli      | Großbritannien (Silverstone) | 308,334      | Nigel Mansell (Williams-Renault)    | Gerhard Berger (McLaren-Honda)      | Alain Prost (Ferrari)               | Nigel Mansell (Williams-Renault)    | Nigel Mansell (Williams-Renault)    | Ayrton Senna (McLaren-Honda) | McLaren-Honda                |
| 09  | 28. Juli      | Deutschland (Hockenheim)     | 306,090      | Nigel Mansell (Williams-Renault)    | Riccardo Patrese (Williams-Renault) | Jean Alesi (Ferrari)                | Nigel Mansell (Williams-Renault)    | Riccardo Patrese (Williams-Renault) | Ayrton Senna (McLaren-Honda) | Williams-Renault             |
| 10  | 11. August    | Ungarn (Mogyoród)            | 305,536      | Ayrton Senna (McLaren-Honda)        | Nigel Mansell (Williams-Renault)    | Riccardo Patrese (Williams-Renault) | Ayrton Senna (McLaren-Honda)        | Bertrand Gachot (Jordan-Ford)       | Ayrton Senna (McLaren-Honda) | McLaren-Honda                |
| 11  | 25. August    | Belgien (Spa-Francorchamps)  | 305,360      | Ayrton Senna (McLaren-Honda)        | Gerhard Berger (McLaren-Honda)      | Nelson Piquet (Benetton-Ford)       | Ayrton Senna (McLaren-Honda)        | Roberto Moreno (Benetton-Ford)      | Ayrton Senna (McLaren-Honda) | McLaren-Honda                |
| 12  | 8. September  | Italien (Monza)              | 307,400      | Nigel Mansell (Williams-Renault)    | Ayrton Senna (McLaren-Honda)        | Alain Prost (Ferrari)               | Ayrton Senna (McLaren-Honda)        | Ayrton Senna (McLaren-Honda)        | Ayrton Senna (McLaren-Honda) | McLaren-Honda                |
| 13  | 22. September | Portugal (Estoril)           | 308,850      | Riccardo Patrese (Williams-Renault) | Ayrton Senna (McLaren-Honda)        | Jean Alesi (Ferrari)                | Riccardo Patrese (Williams-Renault) | Nigel Mansell (Williams-Renault)    | Ayrton Senna (McLaren-Honda) | McLaren-Honda                |
| 14  | 29. September | Spanien (Montmeló)           | 308,555      | Nigel Mansell (Williams-Renault)    | Alain Prost (Ferrari)               | Riccardo Patrese (Williams-Renault) | Gerhard Berger (McLaren-Honda)      | Riccardo Patrese (Williams-Renault) | Ayrton Senna (McLaren-Honda) | McLaren-Honda                |
| 15  | 20. Oktober   | Japan (Suzuka)               | 310,792      | Gerhard Berger (McLaren-Honda)      | Ayrton Senna (McLaren-Honda)        | Riccardo Patrese (Williams-Renault) | Gerhard Berger (McLaren-Honda)      | Ayrton Senna (McLaren-Honda)        | Ayrton Senna (McLaren-Honda) | McLaren-Honda                |
| 16  | 3. November   | Australien (Adelaide)        | 052,920      | Ayrton Senna (McLaren-Honda)        | Nigel Mansell (Williams-Renault)    | Gerhard Berger (McLaren-Honda)      | Ayrton Senna (McLaren-Honda)        | Gerhard Berger (McLaren-Honda)      | Ayrton Senna (McLaren-Honda) | McLaren-Honda                |

## Rennberichte

### Großer Preis der USA
| Platz | Fahrer        | Team          | Zeit        |
| ----- | ------------- | ------------- | ----------- |
| 1     | Ayrton Senna  | McLaren-Honda | 2:00:47,828 |
| 2     | Alain Prost   | Ferrari       | +16,322     |
| 3     | Nelson Piquet | Benetton-Ford | +17,376     |
| PP    | Ayrton Senna  | McLaren-Honda | 1:21,434    |
| SR    | Jean Alesi    | Ferrari       | 1:26,758    |

Der Große Preis der USA in Phoenix (Arizona) fand am 10. März 1991 statt und ging über 81
Runden.
Insgesamt wurden von 26 gestarteten Fahrern 12 gewertet.

### Großer Preis von Brasilien
| Platz | Fahrer           | Team             | Zeit        |
| ----- | ---------------- | ---------------- | ----------- |
| 1     | Ayrton Senna     | McLaren-Honda    | 1:38:28,128 |
| 2     | Riccardo Patrese | Williams-Renault | +2,991      |
| 3     | Gerhard Berger   | McLaren-Honda    | +5,416      |
| PP    | Ayrton Senna     | McLaren-Honda    | 1:16,392    |
| SR    | Nigel Mansell    | Williams-Renault | 1:20,436    |

Der Große Preis von Brasilien in São Paulo in Brasilien fand am 24. März 1991 statt und ging über 71 Runden.
Die schnellste Runde im Rennen fuhr Nigel Mansell, der allerdings in der 59. Runde wegen Getriebe-Problemen ausfiel.
Insgesamt wurden von 26 gestarteten Fahrern 13 gewertet.

### Großer Preis von San Marino
| Platz | Fahrer         | Team          | Zeit        |
| ----- | -------------- | ------------- | ----------- |
| 1     | Ayrton Senna   | McLaren-Honda | 1:35:14,750 |
| 2     | Gerhard Berger | McLaren-Honda | + 1,675     |
| 3     | JJ Lehto       | Dallara-Judd  | + 1 Runde   |
| PP    | Ayrton Senna   | McLaren-Honda | 1:21,877    |
| SR    | Gerhard Berger | McLaren-Honda | 1:26,531    |

Der Große Preis von San Marino in Imola fand am 28. April 1991 statt und ging über 61 Runden à 5,04 km (307,440 km).
Senna startete von der Pole-Position vor Riccardo Patrese und Alain Prost. Kurz nach dem Start kollidierte der von Rang vier gestartete Nigel Mansell mit Martin Brundle und musste das Rennen frühzeitig beenden.
Insgesamt wurden von 26 gestarteten Fahrern 13 gewertet.

### Großer Preis von Monaco
| Platz | Fahrer        | Team             | Zeit        |
| ----- | ------------- | ---------------- | ----------- |
| 1     | Ayrton Senna  | McLaren-Honda    | 1:53:02,334 |
| 2     | Nigel Mansell | Williams-Renault | +18,348     |
| 3     | Jean Alesi    | Ferrari          | +47,455     |
| PP    | Ayrton Senna  | McLaren-Honda    | 1:20,344    |
| SR    | Alain Prost   | Ferrari          | 1:24,368    |

Der Große Preis von Monaco in Monte Carlo fand am 12. Mai 1991 statt und ging über 78 Runden.
Insgesamt wurden von 26 gestarteten Fahrern 12 gewertet.

### Großer Preis von Kanada
| Platz | Fahrer           | Team             | Zeit        |
| ----- | ---------------- | ---------------- | ----------- |
| 1     | Nelson Piquet    | Benetton-Ford    | 1:38:51,490 |
| 2     | Stefano Modena   | Tyrrell-Honda    | +31,382     |
| 3     | Riccardo Patrese | Williams-Renault | +42,217     |
| PP    | Riccardo Patrese | Williams-Renault | 1:19,837    |
| SR    | Nigel Mansell    | Williams-Renault | 1:22,385    |

Der Große Preis von Kanada in Montreal fand am 2. Juni 1991 statt und ging über eine Distanz von 69 Runden.
Insgesamt wurden von 26 gestarteten Fahrern zehn gewertet.

### Großer Preis von Mexiko
| Platz | Fahrer           | Team             | Zeit        |
| ----- | ---------------- | ---------------- | ----------- |
| 1     | Riccardo Patrese | Williams-Renault | 1:29:52,205 |
| 2     | Nigel Mansell    | Williams-Renault | +1,336      |
| 3     | Ayrton Senna     | McLaren-Honda    | +57,356     |
| PP    | Riccardo Patrese | Williams-Renault | 1:16,696    |
| SR    | Nigel Mansell    | Williams-Renault | 1:16,788    |

Der Große Preis von Mexiko in Mexiko-Stadt fand am 16. Juni 1991 statt und ging über eine Distanz von 67 Runden.
Insgesamt wurden von 26 gestarteten Fahrern zwölf gewertet.

### Großer Preis von Frankreich
| Platz | Fahrer           | Team             | Zeit        |
| ----- | ---------------- | ---------------- | ----------- |
| 1     | Nigel Mansell    | Williams-Renault | 1:38:00,056 |
| 2     | Alain Prost      | Ferrari          | +5,003      |
| 3     | Ayrton Senna     | McLaren-Honda    | +34,934     |
| PP    | Riccardo Patrese | Williams-Renault | 1:14,559    |
| SR    | Nigel Mansell    | Williams-Renault | 1:19,168    |

Der Große Preis von Frankreich in Magny-Cours fand am 7. Juli 1991 statt und ging über eine Distanz von 72 Runden.
Insgesamt wurden von 26 gestarteten Fahrern zwölf gewertet.

### Großer Preis von Großbritannien
| Platz | Fahrer         | Team             | Zeit        |
| ----- | -------------- | ---------------- | ----------- |
| 1     | Nigel Mansell  | Williams-Renault | 1:27:35,479 |
| 2     | Gerhard Berger | McLaren-Honda    | +42,293     |
| 3     | Alain Prost    | Ferrari          | +1:00,150   |
| PP    | Nigel Mansell  | Williams-Renault | 1:20,939    |
| SR    | Nigel Mansell  | Williams-Renault | 1:26,379    |

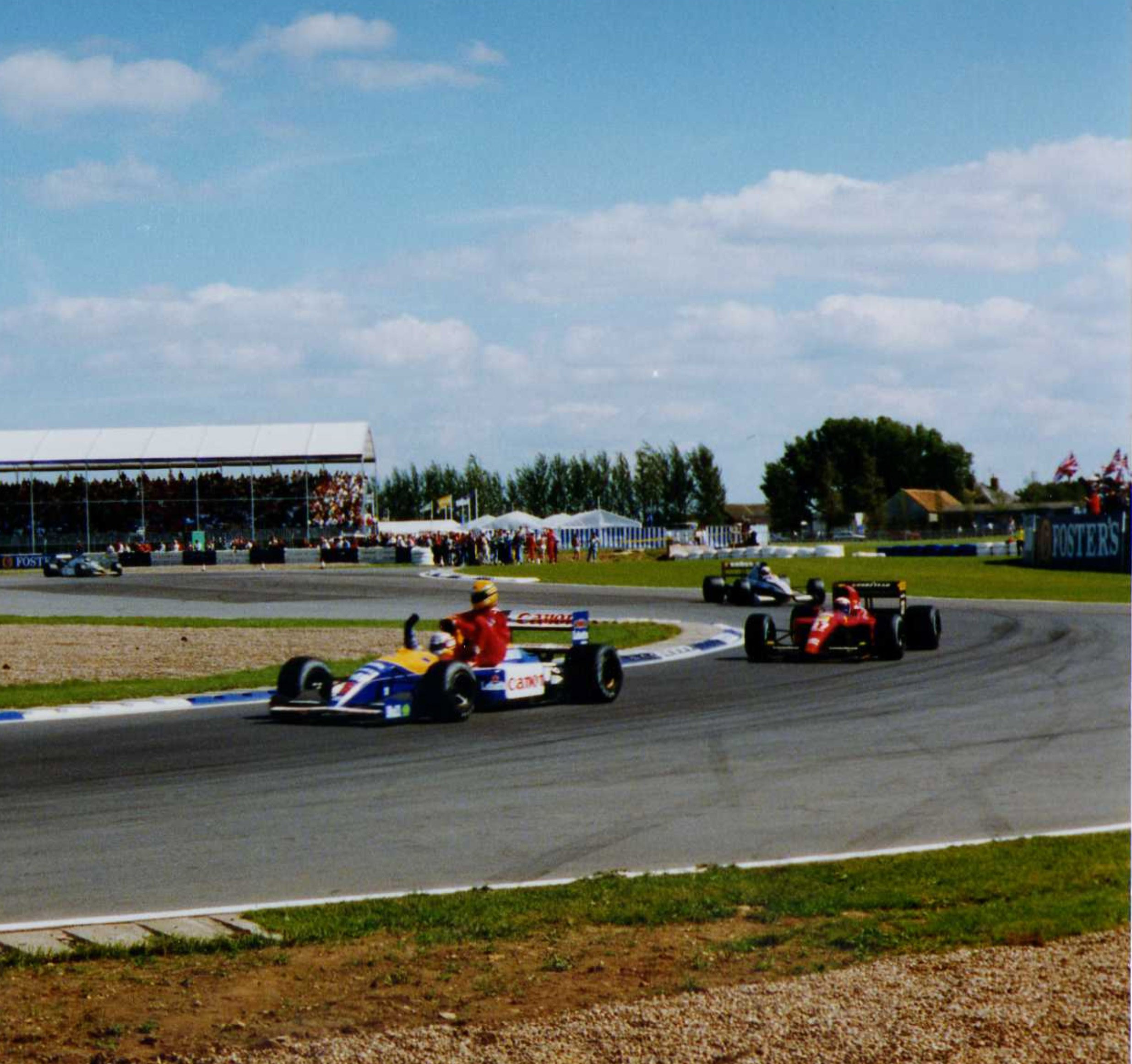
Auslaufrunde des GP Großbritannien 1991

Der Große Preis von Großbritannien in Silverstone fand am 14. Juli 1991 statt und ging über eine Distanz von 59 Runden.
Insgesamt wurden von 26 gestarteten Fahrern 14 gewertet.

### Großer Preis von Deutschland
| Platz | Fahrer           | Team             | Zeit        |
| ----- | ---------------- | ---------------- | ----------- |
| 1     | Nigel Mansell    | Williams-Renault | 1:19:29,661 |
| 2     | Riccardo Patrese | Williams-Renault | +13,779     |
| 3     | Jean Alesi       | Ferrari          | +17,618     |
| PP    | Nigel Mansell    | Williams-Renault | 1:37,087    |
| SR    | Riccardo Patrese | Williams-Renault | 1:43,569    |

Der Große Preis von Deutschland in Hockenheim fand am 28. Juli 1991 statt und ging über eine Distanz von 45 Runden.

### Großer Preis von Ungarn
| Platz | Fahrer           | Team             | Zeit        |
| ----- | ---------------- | ---------------- | ----------- |
| 1     | Ayrton Senna     | McLaren-Honda    | 1:49:12,796 |
| 2     | Nigel Mansell    | Williams-Renault | +4,599      |
| 3     | Riccardo Patrese | Williams-Renault | +15,594     |
| PP    | Ayrton Senna     | McLaren-Honda    | 1:16,147    |
| SR    | Bertrand Gachot  | Jordan-Ford      | 1:21,547    |

Der Große Preis von Ungarn auf dem Hungaroring in Mogyoród fand am 11. August 1991 statt und ging über eine Distanz von 77 Runden.

### Großer Preis von Belgien
| Platz | Fahrer         | Team          | Zeit        |
| ----- | -------------- | ------------- | ----------- |
| 1     | Ayrton Senna   | McLaren-Honda | 1:27:17,667 |
| 2     | Gerhard Berger | McLaren-Honda | + 1,901     |
| 3     | Nelson Piquet  | Benetton-Ford | + 32,176    |
| PP    | Ayrton Senna   | McLaren-Honda | 1:47,811    |
| SR    | Roberto Moreno | Benetton-Ford | 1:21,547    |

Der Große Preis von Belgien in Spa-Francorchamps fand am 25. August 1991 statt und ging über eine Distanz von 44 Runden (305,360 km).
Aus deutscher Sicht war der Grand Prix interessant, da Michael Schumacher sein Formel-1-Debüt gab. Im unterlegenen Jordan qualifizierte er sich für den siebten Startplatz. Er beendete das Rennen auf Grund eines technischen Defekts jedoch bereits in der ersten Runde.

### Großer Preis von Italien
| Platz | Fahrer        | Team             | Zeit        |
| ----- | ------------- | ---------------- | ----------- |
| 1     | Nigel Mansell | Williams-Renault | 1:17:54,319 |
| 2     | Ayrton Senna  | McLaren-Honda    | + 16,262    |
| 3     | Alain Prost   | Ferrari          | + 16,826    |
| PP    | Ayrton Senna  | McLaren-Honda    | 1:21,114    |
| SR    | Ayrton Senna  | McLaren-Honda    | 1:26,061    |

Der Große Preis von Italien in Monza fand bei trockenem Wetter am 8. September 1991 statt und ging über eine Distanz von 53 Runden (307,400 km).
Insgesamt erreichten von 26 gestarteten Fahrern 16 das Ziel.

### Großer Preis von Portugal
| Platz | Fahrer           | Team             | Zeit        |
| ----- | ---------------- | ---------------- | ----------- |
| 1     | Riccardo Patrese | Williams-Renault | 1:35:42,304 |
| 2     | Ayrton Senna     | McLaren-Honda    | + 20,941    |
| 3     | Jean Alesi       | Ferrari          | + 53,554    |
| PP    | Riccardo Patrese | Williams-Renault | 1:13,001    |
| SR    | Nigel Mansell    | Williams-Renault | 1:18,179    |

Der Große Preis von Portugal in Estoril fand bei trockenem Wetter am 22. September 1991 statt und ging über eine Distanz von 71 Runden (308,850 km).
Mansell wurde wegen einer Reparatur außerhalb des zulässigen Bereichs der Boxengasse disqualifiziert.
Insgesamt erreichten von 26 gestarteten Fahrern 17 das Ziel.

### Großer Preis von Spanien
| Platz | Fahrer           | Team             | Zeit        |
| ----- | ---------------- | ---------------- | ----------- |
| 1     | Nigel Mansell    | Williams-Renault | 1:38:41,541 |
| 2     | Alain Prost      | Ferrari          | + 11,331    |
| 3     | Riccardo Patrese | Williams-Renault | + 15,909    |
| PP    | Gerhard Berger   | McLaren-Honda    | 1:18,751    |
| SR    | Riccardo Patrese | Williams-Renault | 1:22,837    |

Der Große Preis von Spanien in Barcelona fand bei regnerischem Wetter am 29. September 1991 statt und ging über eine Distanz von 65 Runden (308,555 km).
Der von der Pole-Position startende Gerhard Berger fiel im Rennen in Runde 33 mit Problemen mit den Motorventilen aus.
Insgesamt erreichten von 26 gestarteten Fahrern 17 das Ziel.

### Großer Preis von Japan
| Platz | Fahrer           | Team             | Zeit        |
| ----- | ---------------- | ---------------- | ----------- |
| 1     | Gerhard Berger   | McLaren-Honda    | 1:32:10,695 |
| 2     | Ayrton Senna     | McLaren-Honda    | + 0,344     |
| 3     | Riccardo Patrese | Williams-Renault | + 54,731    |
| PP    | Gerhard Berger   | McLaren-Honda    | 1:34,700    |
| SR    | Ayrton Senna     | McLaren-Honda    | 1:41,532    |

Der Große Preis von Japan in Suzuka fand am 20. Oktober 1991 bei trockenem Wetter statt und ging über eine Distanz von 53 Runden (310,792 km). Ayrton Senna sicherte sich vorzeitig seinen dritten Fahrertitel, da sein einzig verbliebener WM-Rivale Nigel Mansell bereits in der Anfangsphase nach einem Fahrfehler ausschied.
Insgesamt erreichten elf von 26 Fahrern das Ziel.

### Großer Preis von Australien
| Platz | Fahrer         | Team             | Zeit        |
| ----- | -------------- | ---------------- | ----------- |
| 1     | Ayrton Senna   | McLaren-Honda    | 0:24:34,899 |
| 2     | Nigel Mansell  | Williams-Renault | + 1,259     |
| 3     | Gerhard Berger | McLaren-Honda    | + 5,120     |
| PP    | Ayrton Senna   | McLaren-Honda    | 1:14,041    |
| SR    | Gerhard Berger | McLaren-Honda    | 1:41,141    |

Der Große Preis von Australien in Adelaide fand am 3. November 1991 bei starkem Regen statt und wurde nach 14 Runden (52,920 km) vorzeitig abgebrochen. Damit war es bis zum Grand Prix von Belgien 2021 der kürzeste Formel-1-WM-Lauf aller Zeiten.
Insgesamt kamen von 26 gestarteten Fahrern 20 ins Ziel.

## Weltmeisterschaftswertungen
Weltmeister wird derjenige Fahrer bzw. Konstrukteur, der bis zum Saisonende die meisten Punkte in der Weltmeisterschaft angesammelt hat. Die sechs erstplatzierten Fahrer jedes Rennens erhielten Punkte nach folgendem Schema:
| Platz  | 1  | 2 | 3 | 4 | 5 | 6 |
| Punkte | 10 | 6 | 4 | 3 | 2 | 1 |

Bei der Punkteverteilung werden die Platzierungen im Gesamtergebnis des jeweiligen Rennens aller Rennen berücksichtigt. Das letzte Rennen der Saison in Australien wurde aufgrund des vorzeitigen Abbruchs nach weniger als 75 % der regulären Renndistanz nur mit der halben Punktzahl gewertet.

### Fahrerwertung
| Pos. | Fahrer        | Konstrukteur           |      |      |      |      |      |      |      |      |      |      |      |      |      |      |      |      | Punkte |
| 01   | A. Senna      | McLaren-Honda          | 1    | 1    | 1    | 1    | DNF  | 3    | 3    | *4*  | *7*  | 1    | 1    | 2    | 2    | 5    | 2    | 1    | 96,0   |
| 02   | N. Mansell    | Williams-Renault       | DNF  | DNF  | DNF  | 2    | *6*  | 2    | 1    | 1    | 1    | 2    | DNF  | 1    | DSQ  | 1    | DNF  | 2    | 72,0   |
| 03   | R. Patrese    | Williams-Renault       | DNF  | 2    | DNF  | DNF  | 3    | 1    | 5    | DNF  | 2    | 3    | 5    | DNF  | 1    | 3    | 3    | 5    | 53,0   |
| 04   | G. Berger     | McLaren-Honda          | DNF  | 3    | 2    | DNF  | DNF  | DNF  | DNF  | 2    | 4    | 4    | 2    | 4    | DNF  | DNF  | 1    | 3    | 43,0   |
| 05   | A. Prost      | Ferrari                | 2    | 4    | DNS  | 5    | DNF  | DNF  | 2    | 3    | DNF  | DNF  | DNF  | 3    | DNF  | 2    | 4    |      | 34,0   |
| 06   | N. Piquet     | Benetton-Ford          | 3    | 5    | DNF  | DNF  | 1    | DNF  | 8    | 5    | DNF  | DNF  | 3    | 6    | 5    | 11   | 7    | 4    | 26,5   |
| 07   | J. Alesi      | Ferrari                | *12* | 6    | DNF  | 3    | DNF  | DNF  | 4    | DNF  | 3    | 5    | DNF  | DNF  | 3    | 4    | DNF  | DNF  | 21,0   |
| 08   | S. Modena     | Tyrrell-Honda          | 4    | DNF  | DNF  | DNF  | 2    | 11   | DNF  | 7    | 13   | 12   | DNF  | DNF  | DNF  | 16   | 6    | 10   | 10,0   |
| 09   | A. de Cesaris | Jordan-Ford            | DNPQ | DNF  | DNF  | DNF  | 4    | 4    | 6    | DNF  | 5    | 7    | *13* | 7    | 8    | DNF  | DNF  | 8    | 9,0    |
| 10   | R. Moreno     | Benetton-Ford          | DNF  | 7    | *13* | 4    | DNF  | 5    | DNF  | DNF  | 8    | 8    | 4    |      |      |      |      |      | 8,0    |
| 10   | R. Moreno     | Jordan-Ford            |      |      |      |      |      |      |      |      |      |      |      | DNF  | 10   |      |      |      | 0,0    |
| 10   | R. Moreno     | Minardi-Ferrari        |      |      |      |      |      |      |      |      |      |      |      |      |      |      |      | 16   | 0,0    |
| 11   | P. Martini    | Minardi-Ferrari        | *9*  | DNF  | 4    | 12   | 7    | DNF  | 9    | 9    | DNF  | DNF  | *12* | DNF  | 4    | 13   | DNF  | DNF  | 6,0    |
| 12   | JJ Lehto      | Dallara-Judd           | DNF  | DNF  | 3    | 11   | DNF  | DNF  | DNF  | 13   | DNF  | DNF  | DNF  | DNF  | DNF  | 8    | DNF  | 12   | 4,0    |
| 13   | B. Gachot     | Jordan-Ford            | *10* | *13* | DNF  | 8    | 5    | DNF  | DNF  | 6    | 6    | 9    |      |      |      |      |      |      | 4,0    |
| 13   | B. Gachot     | Lola-Ford              |      |      |      |      |      |      |      |      |      |      |      |      |      |      |      | DNQ  | 0,0    |
| 14   | M. Schumacher | Jordan-Ford            |      |      |      |      |      |      |      |      |      |      | DNF  |      |      |      |      |      | 0,0    |
| 14   | M. Schumacher | Benetton-Ford          |      |      |      |      |      |      |      |      |      |      |      | 5    | 6    | 6    | DNF  | DNF  | 4,0    |
| 15   | S. Nakajima   | Tyrrell-Honda          | 5    | DNF  | DNF  | DNF  | 10   | 12   | DNF  | 8    | DNF  | 15   | DNF  | DNF  | 13   | 17   | DNF  | DNF  | 2,0    |
| 16   | M. Häkkinen   | Lotus-Judd             | *13* | 9    | 5    | DNF  | DNF  | 9    | DNQ  | 12   | DNF  | 14   | DNF  | 14   | 14   | DNF  | DNF  | 19   | 2,0    |
| 17   | M. Brundle    | Brabham-Yamaha         | 11   | 12   | 11   | EX   | DNF  | DNF  | DNF  | DNF  | 11   | DNF  | 9    | 13   | 12   | 10   | 5    | DNQ  | 2,0    |
| 18   | E. Pirro      | Dallara-Judd           | DNF  | 11   | DNPQ | 6    | 9    | DNPQ | DNPQ | 10   | 10   | DNF  | 8    | 10   | DNF  | 15   | DNF  | 7    | 1,0    |
| 19   | M. Blundell   | Brabham-Yamaha         | DNF  | DNF  | 8    | DNF  | DNQ  | DNF  | DNF  | DNF  | 12   | DNF  | 6    | 12   | DNF  | DNF  | DNPQ | 17   | 1,0    |
| 20   | I. Capelli    | Leyton House-Ilmor     | DNF  | DNF  | DNF  | DNF  | DNF  | DNF  | DNF  | DNF  | DNF  | 6    | DNF  | 8    | *17* | DNF  |      |      | 1,0    |
| 21   | É. Bernard    | Lola-Ford              | DNF  | DNF  | DNF  | 9    | DNF  | 6    | DNF  | DNF  | DNF  | DNF  | DNF  | DNF  | DNQ  | DNF  | DNQ  |      | 1,0    |
| 22   | A. Suzuki     | Lola-Ford              | 6    | DNF  | DNF  | DNF  | DNF  | DNF  | DNF  | DNF  | DNF  | DNF  | DNQ  | DNQ  | DNF  | DNQ  | DNF  | DNQ  | 1,0    |
| 23   | J. Bailey     | Lotus-Judd             | DNQ  | DNQ  | 6    | DNQ  |      |      |      |      |      |      |      |      |      |      |      |      | 1,0    |
| 24   | G. Morbidelli | Minardi-Ferrari        | DNF  | 8    | DNF  | DNF  | DNF  | 7    | DNF  | 11   | DNF  | 13   | DNF  | 9    | 9    | *14* | DNF  |      | 0,0    |
| 24   | G. Morbidelli | Ferrari                |      |      |      |      |      |      |      |      |      |      |      |      |      |      |      | 6    | 0,5    |
| 25   | M. Gugelmin   | Leyton House-Ilmor     | DNF  | DNF  | *12* | DNF  | DNF  | DNF  | 7    | DNF  | DNF  | 11   | DNF  | 15   | 7    | 7    | 8    | 14   | 0,0    |
| 26   | T. Boutsen    | Ligier-Lamborghini     | DNF  | 10   | 7    | 7    | DNF  | 8    | 12   | DNF  | 9    | *17* | 11   | DNF  | 16   | DNF  | 9    | DNF  | 0,0    |
| 27   | J. Herbert    | Lotus-Judd             |      |      |      |      | DNQ  | 10   | 10   | *14* |      |      | 7    |      | DNF  |      | DNF  | 11   | 0,0    |
| 28   | N. Larini     | Lamborghini            | 7    | DNPQ | DNPQ | DNPQ | DNPQ | DNPQ | DNPQ | DNPQ | DNF  | 16   | DNQ  | 16   | DNQ  | DNQ  | DNQ  | DNF  | 0,0    |
| 29   | É. Comas      | Ligier-Lamborghini     | DNQ  | DNF  | 10   | 10   | 8    | DNQ  | 11   | DNQ  | DNF  | 10   | DNF  | 11   | 11   | DNF  | DNF  | 18   | 0,0    |
| 30   | G. Tarquini   | AGS-Ford               | 8    | DNF  | DNQ  | DNF  | DNQ  | DNQ  | DNQ  | DNQ  | DNQ  | DNPQ | DNPQ | DNPQ | DNQ  |      |      |      | 0,0    |
| 30   | G. Tarquini   | Fondmetal-Ford         |      |      |      |      |      |      |      |      |      |      |      |      |      | 12   | 11   | DNPQ | 0,0    |
| 31   | A. Zanardi    | Jordan-Ford            |      |      |      |      |      |      |      |      |      |      |      |      |      | 9    | DNF  | 9    | 0,0    |
| 32   | E.v.d. Poele  | Lamborghini            | DNPQ | DNPQ | *9*  | DNPQ | DNPQ | DNPQ | DNPQ | DNPQ | DNQ  | DNQ  | DNQ  | DNQ  | DNQ  | DNQ  | DNQ  | DNQ  | 0,0    |
| 33   | A. Caffi      | Footwork-Porsche/-Ford | DNQ  | DNQ  | DNQ  | DNQ  |      |      |      |      | DNPQ | DNPQ | DNQ  | DNPQ | DNPQ | DNPQ | 10   | 15   | 0,0    |
| 34   | O. Grouillard | Fondmetal-Ford         | DNPQ | DNPQ | DNPQ | DNPQ | DNPQ | DNF  | DNF  | DNPQ | DNPQ | DNQ  | 10   | DNF  | DNPQ |      |      |      | 0,0    |
| 34   | O. Grouillard | AGS-Ford               |      |      |      |      |      |      |      |      |      |      |      |      |      | DNPQ |      |      | 0,0    |
| 35   | M. Alboreto   | Footwork-Porsche/-Ford | DNF  | DNQ  | DNQ  | DNF  | DNF  | DNF  | DNF  | DNF  | DNQ  | DNQ  | DNPQ | DNQ  | 15   | DNF  | DNQ  | 13   | 0,0    |
| 36   | K. Wendlinger | Leyton House-Ilmor     |      |      |      |      |      |      |      |      |      |      |      |      |      |      | DNF  | 20   | 0,0    |
| —    | S. Johansson  | AGS-Ford               | DNQ  | DNQ  |      |      |      |      |      |      |      |      |      |      |      |      |      |      | 0,0    |
| —    | S. Johansson  | Footwork-Porsche/-Ford |      |      |      |      | DNF  | DNQ  | DNQ  | DNQ  |      |      |      |      |      |      |      |      | 0,0    |
| —    | F. Barbazza   | AGS-Ford               |      |      | DNQ  | DNQ  | DNQ  | DNQ  | DNQ  | DNQ  | DNPQ | DNPQ | DNPQ | DNPQ | DNPQ | DNPQ |      |      | 0,0    |
| —    | M. Bartels    | Lotus-Judd             |      |      |      |      |      |      |      |      | DNQ  | DNQ  |      | DNQ  |      | DNQ  |      |      | 0,0    |
| —    | P. Chaves     | Coloni-Ford            | DNPQ | DNPQ | DNPQ | DNPQ | DNPQ | DNPQ | DNPQ | DNPQ | DNPQ | DNPQ | DNPQ | DNPQ | DNPQ |      |      |      | 0,0    |
| —    | N. Hattori    | Coloni-Ford            |      |      |      |      |      |      |      |      |      |      |      |      |      |      | DNPQ | DNPQ | 0,0    |

| Legende  | Legende            | Legende                                                          |
| Farbe    | Abkürzung          | Bedeutung                                                        |
| -------- | ------------------ | ---------------------------------------------------------------- |
| Gold     | –                  | Sieg                                                             |
| Silber   | –                  | 2. Platz                                                         |
| Bronze   | –                  | 3. Platz                                                         |
| Grün     | –                  | Platzierung in den Punkten                                       |
| Blau     | –                  | Klassifiziert außerhalb der Punkteränge                          |
| Violett  | DNF                | Rennen nicht beendet (did not finish)                            |
| Violett  | NC                 | nicht klassifiziert (not classified)                             |
| Rot      | DNQ                | nicht qualifiziert (did not qualify)                             |
| Rot      | DNPQ               | in Vorqualifikation gescheitert (did not pre-qualify)            |
| Schwarz  | DSQ                | disqualifiziert (disqualified)                                   |
| Weiß     | DNS                | nicht am Start (did not start)                                   |
| Weiß     | WD                 | zurückgezogen (withdrawn)                                        |
| Hellblau | PO                 | nur am Training teilgenommen (practiced only)                    |
| Hellblau | TD                 | Freitags-Testfahrer (test driver)                                |
| ohne     | DNP                | nicht am Training teilgenommen (did not practice)                |
| ohne     | INJ                | verletzt oder krank (injured)                                    |
| ohne     | EX                 | ausgeschlossen (excluded)                                        |
| ohne     | DNA                | nicht erschienen (did not arrive)                                |
| ohne     | C                  | Rennen abgesagt (cancelled)                                      |
| ohne     | keine WM-Teilnahme |                                                                  |
| sonstige | P/fett             | Pole-Position                                                    |
| sonstige | 1/2/3/4/5/6/7/8    | Punktplatzierung im Sprint-/Qualifikationsrennen                 |
| sonstige | SR/kursiv          | Schnellste Rennrunde                                             |
| sonstige | *                  | nicht im Ziel, aufgrund der zurückgelegten Distanz aber gewertet |
| sonstige | ()                 | Streichresultate                                                 |
| sonstige | unterstrichen      | Führender in der Gesamtwertung                                   |

### Konstrukteurswertung

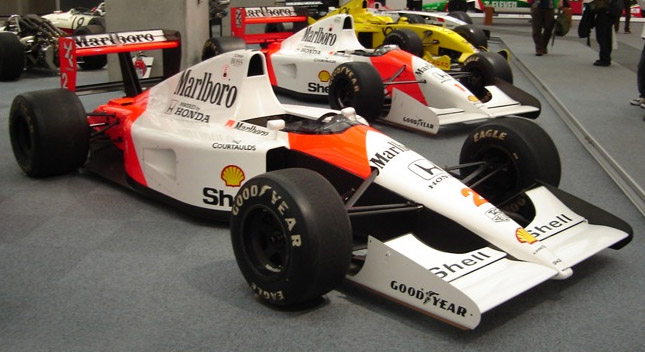
McLaren MP4/6 Honda von 1991

| Pos. | Konstrukteur     | Punkte |
| ---- | ---------------- | ------ |
| 1    | McLaren-Honda    | 139,0  |
| 2    | Williams-Renault | 125,0  |
| 3    | Ferrari          | 55,5   |
| 4    | Benetton-Ford    | 38,5   |
| 5    | Jordan-Ford      | 13,0   |
| 6    | Tyrrell-Honda    | 12,0   |
| 7    | Minardi-Ferrari  | 6,0    |
| 8    | Dallara-Judd     | 5,0    |
| 9    | Lotus-Judd       | 3,0    |

| Pos. | Konstrukteur           | Punkte |
| ---- | ---------------------- | ------ |
| 10   | Brabham-Yamaha         | 3,0    |
| 11   | Lola-Ford              | 2,0    |
| 12   | Leyton House-Ilmor     | 1,0    |
| 13   | Ligier-Lamborghini     | 0,0    |
| 14   | Lamborghini            | 0,0    |
| 15   | AGS-Ford               | 0,0    |
| 16   | Fondmetal-Ford         | 0,0    |
| 17   | Footwork-Porsche/-Ford | 0,0    |
| —    | Coloni-Ford            | 0,0    |